# Човняр
Човня́р — це власник або водій маломірного (малого) судна (човна). Мале судно — судно або інша плавуча споруда або засіб, найбільшою довжиною корпусу до 24 м включно, корисною вантажопідйомністю від 80 кг, яке не призначене для: — розміщення більш, ніж 12 пасажирів на борту; — перевезення небезпечних вантажів; — використання як пасажирське судно, криголам, буксир, товкач, плавучий кран, судно технічного флоту і як суднове обладнання (рятувальні і робочі шлюпки, плоти). Інше значення — майстер, який будує човни.

## Історія

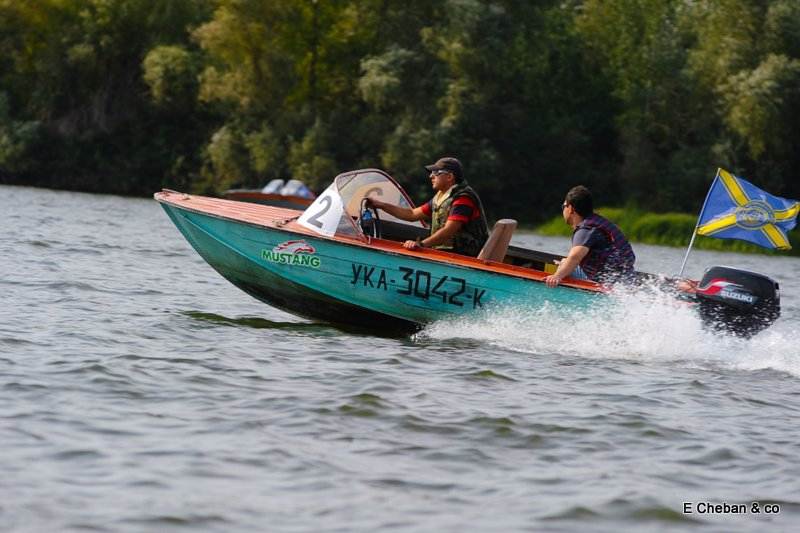
Човнярі

У сучасне розуміння слова «човняр» вкладається — власник (власники) приватного туристичного човна, рушієм якого є весла, вітрило або двигун (підвісний чи стаціонарний). Човнярі здійснюють туристичні походи з сім'ями та друзями, відпочивають на водоймах та рибалять.
В давнину так називали тих, хто перевозить човном людей і вантажі. Найдавнішим човнярем можна назвати Харона — перевізника померлих (грецька міфологія). Згадуються назви човнів Атет (Ман-джент) та Сектет (Месектет) у єгипетській міфології, що перевозили бога Ра. У китайських міфах можна знайти згадку про Ян Цзянцзюня — покровителя човнярів та плотогонів.
Човнярами також називали представників козацького війська, що воювало на човнах. Пор. згадку в «Очаківському розмирі» С. П. Добровольського: «Головатого приваблювало море, приваблювали відчайдушні човнярі, що комплектувалися майже виключно з запорозької сіроми».
У теперішньому часі можна виділити 1967 рік, як рік заснування Київського міського клубу водно-моторного туризму. Цей клуб підпорядковувався облраді з туризму та екскурсій. Керування здійснювалося правлінням яке обиралося на 2 роки. На базі клубу здійснювалися регулярні змагання на стандартних прогулянкових човнах. У 1971 році група човнярів з капітаном А. С. Шевалдіним на катерах типу «Снарк» та «Казанка» здійснили двомісячне плавання по р. Прип'ять. Їх ціллю було детальне обстеження водних шляхів, усіх притоків та озер, збір даних, які були вкрай необхідні прихильникам дальніх походів. Для обслуговування і зберігання човнів на території Києва було засновано 8 РВП (ремонтно-відстійних пунктів). На початок 70-х років у організації налічувалося близько 8000 членів. За часів Перебудови — організація занепала. З 2009 року почалося відновлення руху човнярів із заснуванням громадських організацій, що захищають інтереси сучасних човнярів.

## Літературні згадування
- |  | Дремлет притихший северный город Большая граната и я еще молод Плыву через реку, дозорный не спит А слева уключина громко скрипит И тогда я схватил мужика за грудки и тихонько сказал Я убью тебя лодочник, я убью тебя лодочник, Я убью тебя лодочник, я убью тебя лодочник! |

Алла Пугачова
- Швидше лагодься, — нетерпляче підгонила Маргіт човняра. — Бачиш, вітер який розгулюється… Хвиля росте! (Олесь Гончар, Новели, 1954, 50);
- Човняр відмовився перевезти його через наводнену річку (Михайло Томчаній, Жменяки, 1964, 237);